# Uruguayella
Uruguayella is een geslacht van sponsdieren uit de familie van de Spongillidae.

## Soorten
- Uruguayella macandrewi (Hinde, 1888)
- Uruguayella pygmaea (Hinde, 1888)
- Uruguayella ringueleti (Bonetto & Ezcurra de Drago, 1962)